# Tty (Unix)

tty (от англ. teletypewriter — телетайп) — Unix-утилита, выводящая имя терминала, соединённого со стандартным вводом. В случае, если стандартный ввод не является терминалом, выводит сообщение «not a tty».

## Описание
Утилита `tty` используется для определения имени терминала, связанного с текущим сеансом. Это может быть полезно для скриптов и системных администраторов, которые хотят узнать, откуда запущен процесс. Утилита возвращает имя устройства терминала, например `/dev/tty1`, или сообщение «not a tty», если стандартный ввод не связан с терминалом.

## Синтаксис
```
tty [опции]

```

## Основные опции
- -s, --silent: Запрещает вывод сообщения. В этом случае утилита возвращает только код завершения:

```
 * **0**, если стандартный ввод связан с терминалом.
 * **1**, если стандартный ввод не связан с терминалом.
```

- --help: Выводит справку по использованию утилиты.
- --version: Выводит информацию о версии утилиты.

## Примеры использования

### Определение имени терминала
```
$ tty
/dev/tty1

```

В этом примере утилита выводит имя терминала, связанного с текущим сеансом.

### Проверка, является ли ввод терминалом
```
$ tty -s && echo "Это терминал" || echo "Это не терминал"

```

Этот пример использует опцию `-s` для подавления вывода и проверяет, связан ли стандартный ввод с терминалом.

## Связанные концепции
- Псевдотерминал: Виртуальные устройства, которые эмулируют терминал. Часто используются в графических интерфейсах и удалённых сессиях.
- Стандартный ввод: Поток данных, используемый программами для чтения ввода пользователя.
- Компьютерный терминал: Устройство, используемое для взаимодействия с компьютерной системой.

## Использование
-s, --silent, --quiet
ничего не выводить, вернуть только состояние при завершении.
--help
отобразить справку и выйти.
--version
вывести информацию о версии программы и завершить работу.

## Коды возврата
Коды, возвращаемые tty при завершении работы:
- 0, если стандартный ввод подключён к терминалу
- 1, если стандартный ввод это не терминал
- 2, если заданы неверные аргументы
- 3, если возникла ошибка записи